# Guerra Nez-Percé
La guerra [de los] Nez Percé fue un episodio de las Guerras Indias que enfrentó a varios grupos de la tribu de nez percé y el Ejército de los Estados Unidos durante el verano de 1877.

## Antecedentes

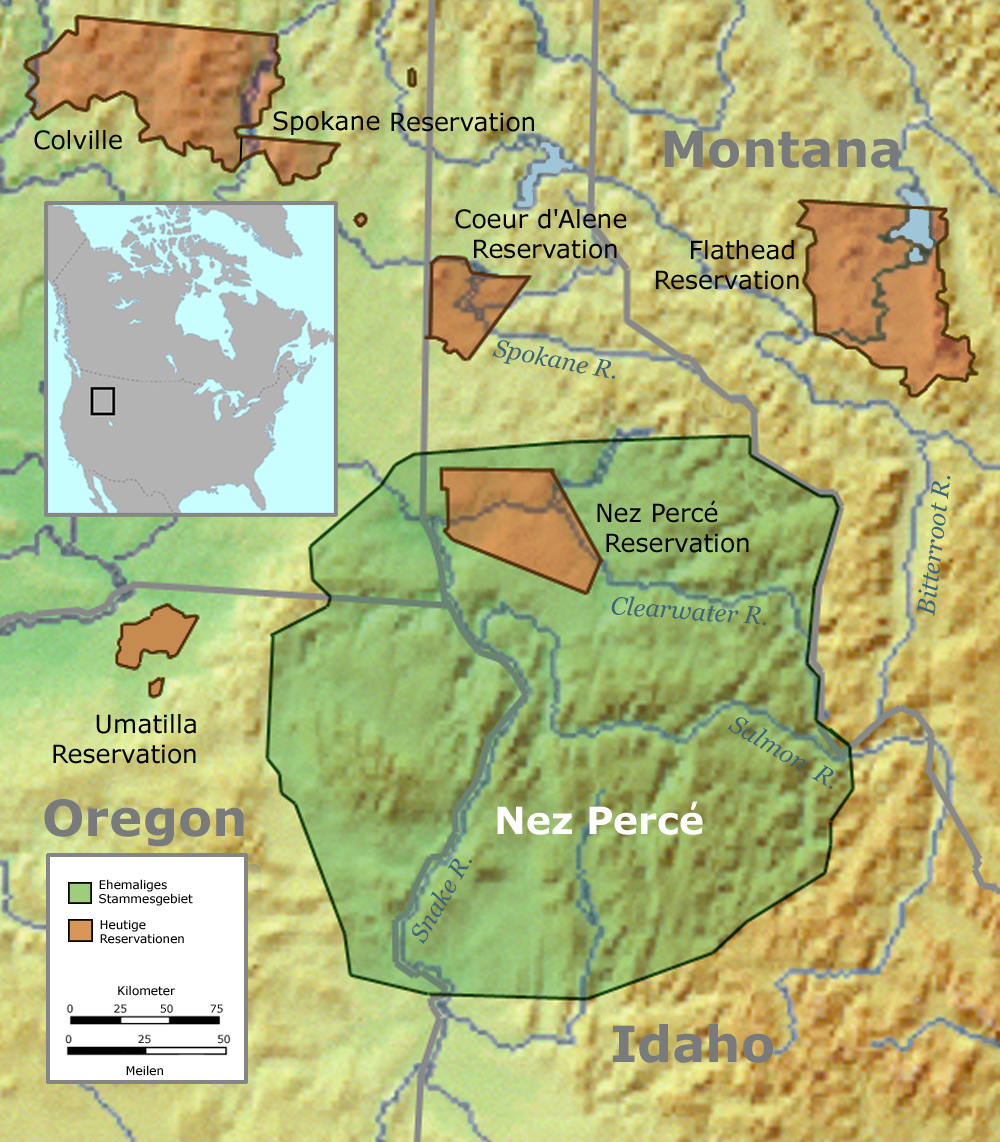
Territorio tradicional de Nez-Perce, en verde

El territorio tradicional de los nez percés se extendía sobre un área que comprendía las cuencas de los ríos  Clearwater y  Snake en los actuales estados de Oregón, Idaho y  Washington. Desde su primer encuentro con los europeos en 1805 durante el paso de la expedición de Lewis y Clark, siempre habían mantenido buenas relaciones con los estadounidenses. Cuando estalló la guerra Cayuse en 1847, los nez percés, en vez de apoyar a sus compañeros, siguieron siendo leales a los Estados Unidos. Al final de la guerra, en 1855, el gobernador del territorio de Washington, Isaac Stevens, quiso abrir las tierras tribales a la colonización. Cuando el consejo de los Walla Walla negoció una serie de tratados con los pueblos de la meseta del Columbia que definiesen los límites de sus reservas. A través de su papel durante la guerra Cayuse, los nez percés fueron capaces de permanecer en sus tierras, su reserva, que cubría una gran parte de su territorio ancestral.
Según los términos del Tratado de 1855, no se permitía que ningún colono se asentase en la reserva. Sin embargo, en octubre de 1860, se descubrió oro en el arroyo Orofino (Orofino Creek), en las tierras de los nez percés; muchos buscadores de oro se reunieron y se establecieron ilegalmente en sus tierras y posteriormente fueron seguidos por pastores y agricultores. El gobierno de los Estados Unidos estaba impotente ante la afluencia masiva de colonos y no los mantuvo fuera de la reserva. La única solución, según el gobierno, era reducir el tamaño de la reserva para permitir que el ejército de los Estados Unidos patrullara con eficacia.
En mayo de 1863, funcionarios de Estados Unidos en Lapwai organizaron una reunión con los nez percés para negociar un nuevo tratado que establecía una reducción de casi el 90% de la superficie de la reserva. Calvin Hale, superintendente de Asuntos Indígenas del Territorio de Washington, logró convencer a algunos de los nez percés de firmar este tratado en nombre de toda la tribu. Los líderes firmantes, entre ellos Hal-hal-ho-tsot, conocido como «abogado jefe», no se vieron afectados directamente por la reducción en el territorio, puesto que ya vivían dentro de la futura reserva. Cinco grupos, sin embargo, no aceptaron ese tratado y se negaron a abandonar sus tierras. Algunos de sus líderes fueron los siguientes grandes jefes:  Looking Glass, Kute Husishusis, Hahtalekin, White Bird y el Viejo chef Joseph.

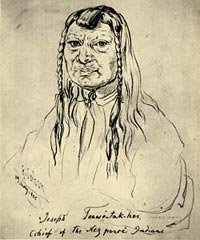
Dibujo del viejo jefe Joseph

El Senado tenía cuatro años para ratificar el tratado y durante más de una década, el gobierno no hizo nada para obligar a los nez percés a unirse a su reserva.· En el verano de 1871, el viejo jefe Joseph murió y su hijo, el joven jefe Joseph, lo sucedió al frente del grupo de los nez percés de Wallowa, mientras que los primeros pobladores se asentaron en el valle. El jefe Joseph dijo más tarde sus últimas palabras:

Cuando me vaya, piensa en tu país. Tú eres el líder de esta gente. Esperan que los guíes. Recuerda siempre que tu padre nunca ha vendido su país. Debe taparse los oídos cada vez que se le pida que firme un tratado para vender su país de origen. Unos años más y los hombres blancos te rodearán. Tienen ojos en esta tierra. Hijo mío, nunca olvides mis últimas palabras. Esta tierra contiene el cuerpo de tu padre. Nunca vendas los huesos de tu padre y de tu madre.

El jefe Josep era consciente de la inutilidad de provocar un conflicto armado con los americanos y aboga por una política de cooperación con los colonos.

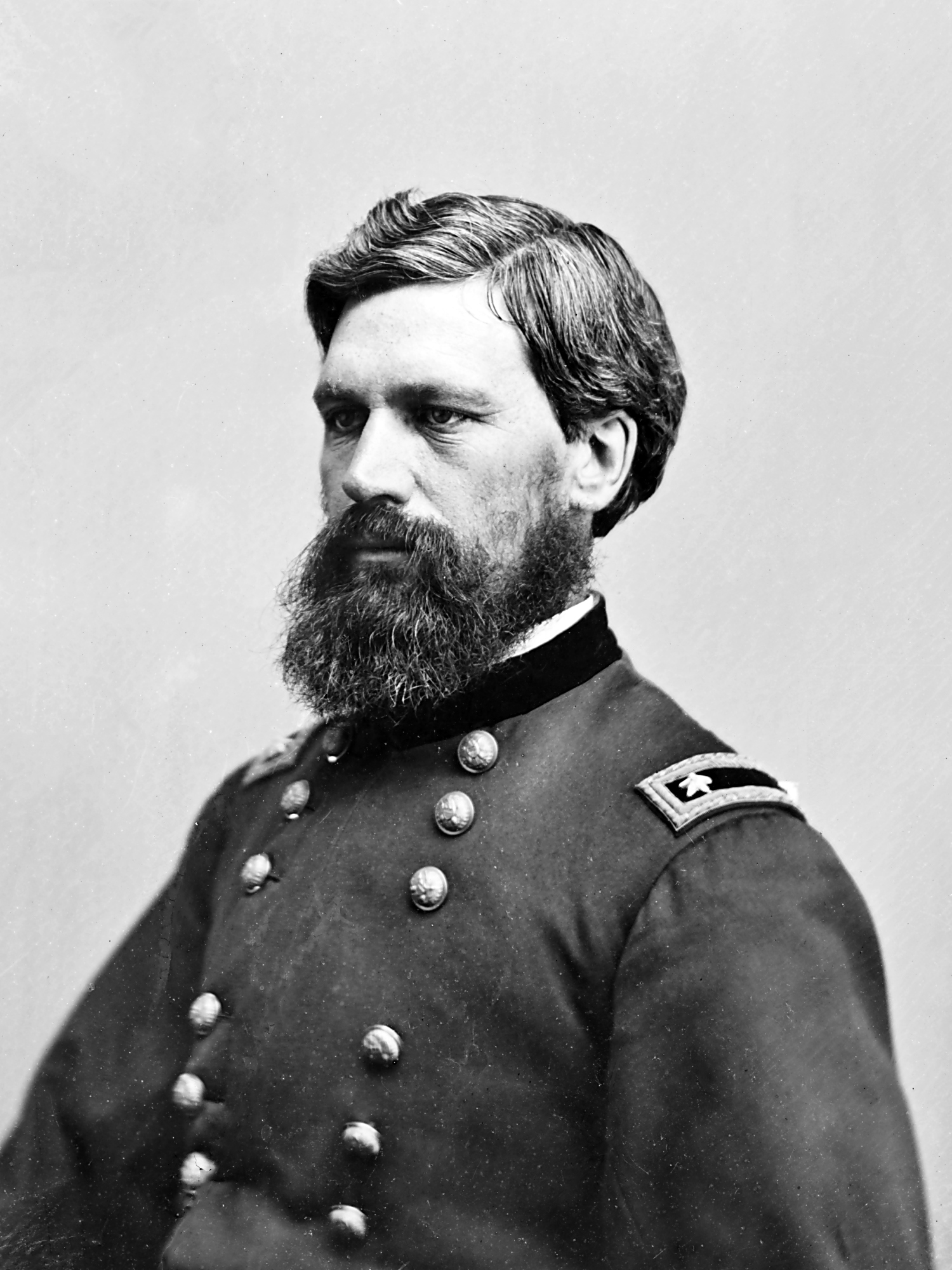
Fotografía del general Oliver O. Howard durante la Guerra Civil Americana

Las autoridades estadounidenses trataban a los nez percés con amabilidad, incluso cuestionando la legalidad del Tratado de 1863. En un informe enviado a Washington, Oliver O. Howard, quien tomó el mando del Departamento de Columbia en 1874, aconsejó «dejar que estos indios verdaderamente pacíficos ... tengan este modesto valle para ellos mismos». Entre 1871 y 1876, sin embargo, las tensiones entre los nez percés y los colonos aumentaron y varios nez percés murieron sin que verdaderamente se les hiciera justicia. En junio de 1876 dos blancos mataron a un nez percé, sospechando injustamente que había robado muchos de sus caballos. Diez semanas después del incidente y observando que no había arrestos, el jefe Joseph y su hermano Ollokot anunciaron a los blancos que tenían una semana para abandonar el valle del Wallowa, y que si no lo hacían tendrían que sufrir las consecuencias. Los colonos se negaron y se organizaron en una milicia, mientras que Howard envió una compañía de caballería para calmar el ardor de ambos bandos. Se las arreglaba para desactivar la situación prometiendo que los hombres responsables de la muerte del joven nez percé serían juzgados, un juicio que no se llevó a cabo ya que los nez percés testigos del incidente no se presentaron el día del juicio.

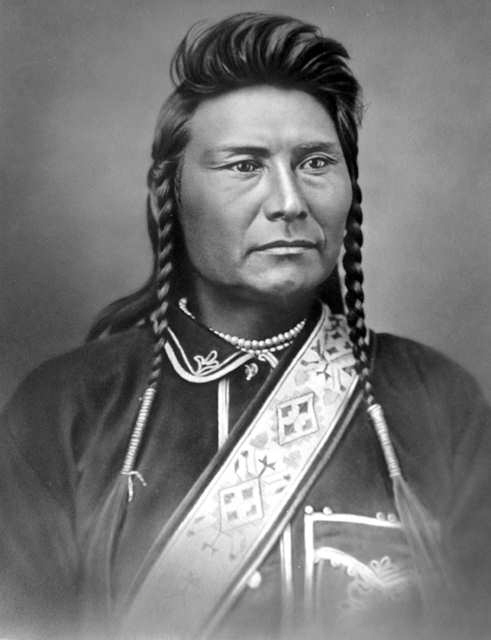
Fotografía del jefe Joseph en 1877

Después de este incidente, y después de la humillación sufrida por el ejército de los Estados Unidos en la batalla de Little Bighorn unos meses antes, Howard revisó su posición y llamó a una reunión a los no signatarios del Tratado de Nez-Percé. El 13 de noviembre de 1876, en Lapwai, y en contra de lo que había dicho hasta entonces, les anunció que estaban obligados por el tratado de 1863 y que debían unirse a la reserva. El jefe Joseph continuó oponiéndose, negándose a abandonar el valle del Wallowa. En mayo de 1877  se celebró otra reunión en Lapwai y esta vez los nez percés eligieron a Toohoolhoolzote como portavoz. Más guerrero y menos diplomático que el jefe Joseph, se opuso firmemente a Howard, repitiendo obstinadamente que no se uniría a la reserva, y terminó molestando a Howard, que lo envió unos días a prisión. Los otros líderes, considerando que cualquier resistencia armada sería vana, finalmente aceptaron unirse a la reserva. Durante la última reunión que tuvo lugar el 14 de mayo Howard les dijo que tenían 30 días para abandonar sus tierras y asentatse en sus nuevas ubicaciones.

## Preludio
En los primeros días del mes de junio de 1877 los  Nez Perce, que inicialmente rechazaron los términos del Tratado, se congregan unas 600 personas  cerca del lago Tolo, a pocos kilómetros al sur de los límites de la nueva reserva. El 13 de junio, poco antes de la fecha límite para unirse a la reserva, el grupo de White Bird celebró una ceremonia llamada tel-lik-leen, durante la cual los hombres desfilaron con sus caballos formando un gran círculo alrededor del campamento mientras recuerdan su destreza realizada durante batallas pasadas. En cierto momento, un anciano guerrero llamado Hahkauts Ilpilp, se burló de la presencia en la ceremonia de varios jóvenes participantes cuya muerte de familiares cercanos por parte de los blancos quedó impune. Uno de ellos, de hecho, Wahlitits, hijo de Tipyahlahnah Siskan que murió hace tres años a manos de Larry Ott a lo largo del río Salmon.
El mismo día, Wahlitits y dos de sus primos, Sarpsisilpilp y Wetyemtmas Wahyakt, fueron hacia el río Salmón para encontrar a Larry Ott. Al no estar en casa, los tres  jóvenes guerreros continuaron su expedición por el río y mataron a cuatro hombres que habían abusado de los Nez Perce en años anteriores, hirieron a otro y robaron varios caballos antes de regresar al campamento. Ante el conocimiento de esta noticia, los Nez-Perce estaban divididos; mientras que varios jóvenes guerreros animaban a realizar más actos de venganza, otra parte de los Nez Perce se estaban preparando para defenderse, sabiendo que el ejército de Estados Unidos responderá a estas muertes. Los siguientes dos días, unos dieciséis Nez Perce llevados por la furia de la guerra lanzaron nuevas incursiones en los pueblos cercanos, mataron a dieciocho blancos e hiriendo gravemente a otros seis.
En el momento de los primeros incidentes, el jefe Joseph y su hermano Ollokot abandonaron el campamento y cuando regresaron al lago Tolo en la tarde de 14 de junio, su grupo se estaba preparando para moverse hacia el norte, cerca de Cottonwood Creek. El grupo de  Looking Glass regresó a sus tierras dentro de la reserva. José y Ollokot encontrar a su grupo al día siguiente y 16 de junio se movió todo el grupo hacia atrás a White Bird Canyon, donde ya se han reunido grupos de Toohoolhoolzote y White Bird.
En Fort Lapwai, Howard no recibió noticias de los ataques hasta el 15 de junio. Envió a dos compañías de caballería y varias  Nez Perce en la reservas bajo el mando del capitán David Perry para llevar asistencias a las personas de Grangeville y Monte Idaho, a unos 80  km de Lapwai. Al mismo tiempo, pidió el refuerzo de dos compañías de caballería estacionadas en el valle de Wallowa así como a la infantería presente en Fort Walla Walla e informó a su superior, el general Irvin McDowell, de la situación. Perry y sus hombres llegan a Grangeville en la tarde del 16 de junio y aunque sus órdenes eran simplemente proteger la ciudad, los lugareños le pidieron a Perry que continuase y atacase a los Nez-Percee que vieron dirigirse por la mañana hacia White Bird Canyon. Se las arreglaron para convencerlo de que los atrapara antes de que cruzasen el río Salmon y a las 21 p. m., Perry dio la orden a sus hombres de prepararse para una marcha nocturna. Once voluntarios, ciudadanos Grangeville, decidieron acompañarlos a actuar como guías.

## Curso del conflicto

### Desde el cañón White Bird hasta Clearwater

Mapa que describe los primeros enfrentamientos de la guerra Nez-Perce

Al amanecer del día 17 de junio, las dos compañías de caballería comenzaron su descenso a White Bird Canyon. Advertidos por los observadores de su progreso, los líderes de Nez-Percé que todavía querían evitar la guerra decidieron enviar a un grupo a parlamentar mientras, al mismo tiempo, entre 60 y 70 guerreros tomaban posiciones a ambos lados del camino que conduce a White Bird Creek. Los indios estaban por lo tanto en posiciones de flanquear a las tropas de Estados Unidos si las negociaciones fallaran. A medida que se acercaba el grupo de parlamentarios, uno de los voluntarios abrieron fuego, por lo que se puso fin a cualquier intento de negociar. [22.] Los Nez-Percés comenzaron a hostigar los flancos del ejército estadounidense que eventualmente volverían a caer en el desorden. Los amerindios persiguieron a Perry y al resto de la caballería durante treinta kilómetros. La primera batalla de la campaña es una clara victoria para los Nez Perce que no han sufrido ninguna pérdida, mientras que los americanos han  perdido 34 hombres en el campo de batalla.
Habiendo tomado nota de la magnitud de la derrota, el general Howard movilizó tropas de los departamentos de Columbia y California y se hizo cargo de la conducción de la campaña. Aunque no todas las tropas estaban aún reunidas, dejó Fort Lapwai el 22 de junio con los 227 regulares que tiene a su disposición y después de una visita a Grangeville y Mount Idaho, llegó al campo de batalla de White Bird Canyon el 26 de junio de 1887. Mientras tanto, los Nez Perce cruzaron el Salmon river en una curva de herradura e instalaron un campamento en Deer Creek, cerca de la confluencia del Salmon river y White Bird Creek. Algunos de los estadounidenses regresaron en buen número y los amerindios preferieron retirarse a la ribera  opuesta, incluso si volvían a cruzar en otro lugar si los soldados decidían perseguirlos. Incluso acompañados por personas mayores, mujeres y niños y cargados con sus tipis y todo su equipo, los Nez-Percés cruzan los ríos con relativa facilidad, lo cual no es el caso de los estadounidenses para quienes los ríos son obstáculos serios. El 28 de junio varias compañías se unen a las órdenes de Howard con lo que sus efectivos llegaron a cerca de 400 hombres, mientras que el otro lado del río, los guerreros de Nez Perce provocaron a los soldados estadounidenses, lanzándoles insultos e incitándolos a ellos a atravesar el río. Después de algún intercambio de disparos, los Nez Perce se retiraron del valle y llegaron a las alturas. Howard estaba a punto de cruzar el Salmon river, pero le llevó tres días completar la maniobra y no fue hasta el 2 de julio cuando pudo perseguir a los amerindios.

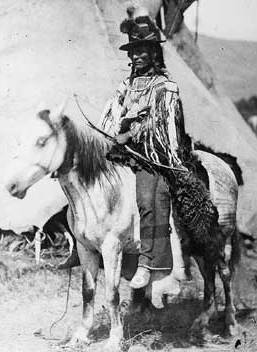
El jefe amerindio Looking Glass

Mientras tanto, Howard había recibido información de que Looking Glass y su grupo asentado cerca del Clearwater, constituían una amenaza y podrían unirse al conflicto. Aunque  Looking Glass se opuso al Tratado de 1863, se negó a unirse a otras facciones de Nez-Perce hostiles a los estadounidenses desde el comienzo de las hostilidades y se estableció con su grupo en tierras de reserva como le pidió Howard. Sin embargo, este último envió dos compañías de caballería dirigidas por el capitán Stephen G. Whipple para detenerlo. La mañana del 1 de julio Whipple atacó al pueblo nativo americano y murieron tres Nez-Percés, pero no logró capturar a Looking Glass. En cambio, el jefe indio decidió unirse a otros grupos de Nez Perce, lo que complicó la tarea de los militares de los Estados Unidos.
En el otro lado del Salmon river, Howard se dio cuenta de que ha perdido el contacto con los amerindios y ahora tiene que seguir sus pasos adivinado sus intenciones. Piensa que se dividieron en dos grupos; uno en dirección al sur hacia el valle de Wallowa , en cuyo caso las tropas de Fort Boise al mando del comandante John Wesley Green deberían poder interceptarlo, y la otra al oeste, hacia el Río Snake. Siguiendo la pista trazada por los miles de caballos que los Nez Perce tenían, Howard llevó a sus hombres a través de terreno áspero y bajo una intensa lluvia mezclada con aguanieve. El 4 de julio, cuando se enteró de que todos los Nez Perce en realidad han vuelto a cruzar el Salmon river en Craig Ferry, partió hacia el este donde fueron atacados los soldados en  Cottonwood. Incapaces de cruzar por el mismo lugar, los estadounidenses tuvieron que volver sobre sus pasos.

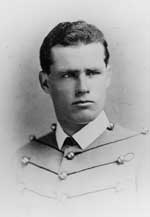
Segundo teniente Sevier M. Rains en 1876

Después del ataque al campamento Looking Glass, general Howard preguntó el capitán Stephen G. Whipple por la posibilidad de establecer una posición defensiva en Cottonwood House, un rancho abandonado, para proteger los convoyes de suministro de Fort Lapwai. El 3 de julio dos exploradores enviados por Whipple caen en Ferry de Craig sobre los guerreros de vanguardia del grupo principal de Nez Perce. Uno de ellos murió, pero el segundo logra regresar a Cottonwood. Whipple después envió a once hombres bajo el mando del teniente Sevier M. Rains para reconocer la posición del Nez Perce, seguido a distancia por otros 70 jinetes encabezados por Whipple.  El grupo de Rains cayó en una emboscada y fue aniquilado en unos minutos por lo que Whipple, al ver que los Nez-Percés estaban mejor posicionados y en superioridad numérica, dio la orden de retirarse a Cottonwood.
El 4 de julio el capitán David Perry llegó a Cottonwood de Fort Lapwai con un convoy de suministros y tomó el mando de las tropas, que ahora hacían un total de 120 hombres. Ante el temor de un ataque, los estadounidenses trabajaron para mejorar sus defensas, mientras que los Nez-Percés se estaban preparando para cruzar la pradera y unirse al grupo de Looking Glass cerca del Clearwater. Para proteger al grupo de los no combatientes, los guerreros de los Nez-Percés decidieron lanzar un ataque sobre el Cottonwood Casa para evitar que las tropas estadounidenses pudieran interferir sus movimiento. Para la tarde, cientos de guerreros nativos americanos rodearon la posición fortificada, manteniendo su distancia y con un intenso fuego abierto, mientras que los estadounidenses se defendían especialmente con  ametralladoras Gatling. El intercambio de fuego continuó hasta la noche, pero ninguno de los dos sufrió pérdidas; reanudar la lucha a la mañana siguiente, justo el tiempo necesario para que los no combatientes estuvieran suficientemente distantes. Al mismo tiempo, 17 voluntarios civiles de Mount Idaho fueron sorprendidos por un grupo de nez- percés aproximadamente a dos kilómetros de Cottonwood House. Como temían una emboscada y creían que el destino de los voluntarios estaba sellado, Perry se negó a ayudarlos, pero después de una hora de conversaciones con sus hombres envió el capitán Whipple con sesenta jinetes para que presten asistencia. [41 .] A la llegada de los estadounidenses, los nez-percés se retiraron sin que los soldados tuvieran que disparar un solo tiro. Durante el choque, murieron tres civiles y un guerrero de los Nez Perce.
El 11 de julio se produjo la victoria de Nez-Perce en la batalla de Clearwater. Los 600 hombres de Howard y su artillería fueron detenidos por 24 Nez-Percés que levantaron barricadas aprovechando el terreno accidentado. El campamento pudo levantarse y la tribu avanzar hacia las  Bitteroots Mountains.

### Big Hole

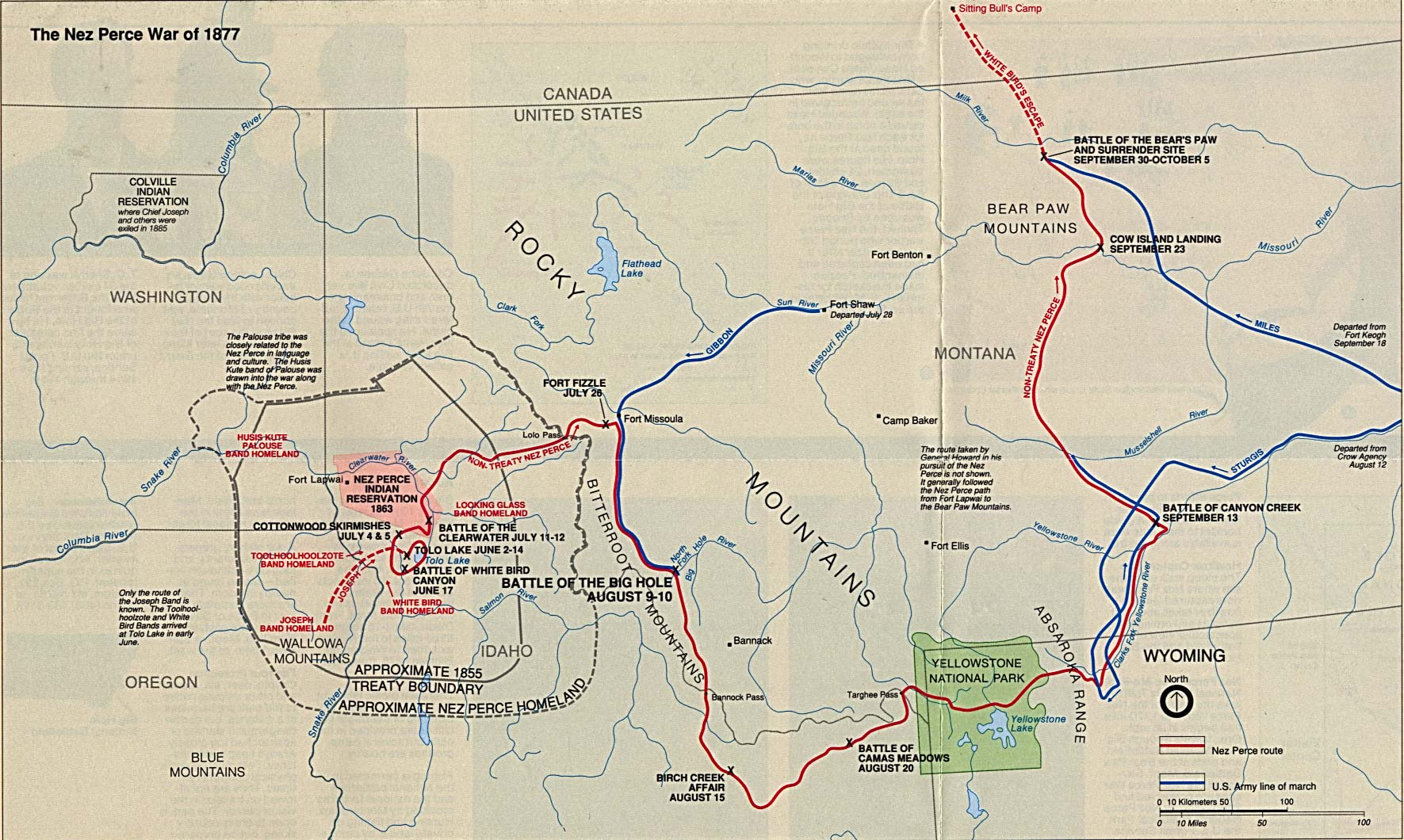
Mapa que describe los movimientos de los nez percé y del Ejército de los Estados Unidos

- El 9 de agosto el coronel Gibbon, advertido por telégrafo, esperó a los Nez-Percés más allá de las Bitteroots Moutains. Sorprendió el campamento con doscientos hombres. La batalla de Big Hole dejó 80 muertos entre los Nez-Percés que, sin embargo, rechazaron a las tropas estadounidenses.
- El 19 de agosto el jefe Joseph logró robar 150 mulas del general Howard.
- Del 20 al 25 de agosto tuvo lugar la Batalla de Camas Meadows
- El 22 de agosto entró en el parque de Yellowstone.

### Fuga hacia Canadá

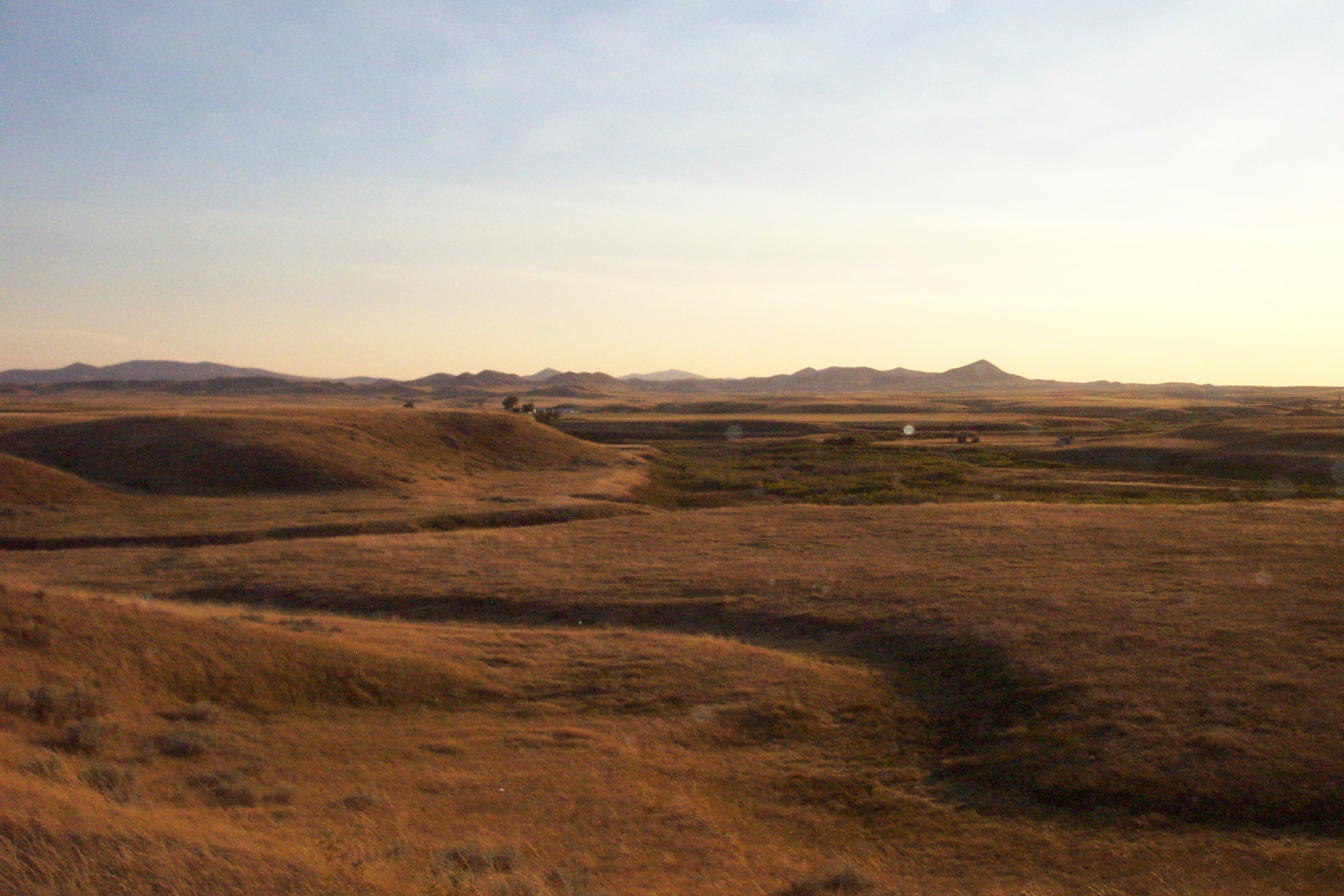
Campo de batalla de Bear Paw

- Desde el 30 de septiembre al 4 de octubre se desarrolló la batalla de Bear Paw; el jefe Looking Glass encontró allí la muerte junto  con otros 20 Nez-Percees. De los 400 soldados estadounidenses, 40 resultaron muertos.

## Rendición

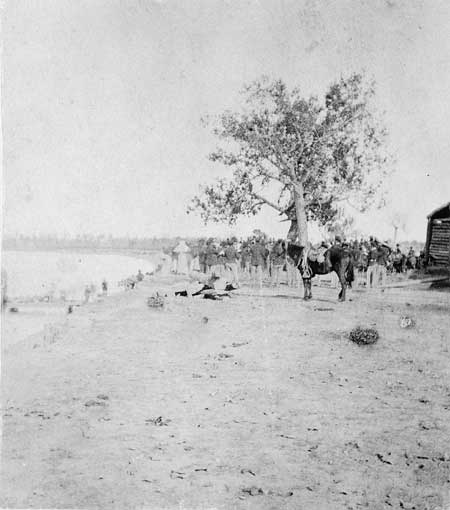
Los prisioneros de Nez Perce llegaron al complejo del río Tongue el 23 de octubre de 1877, tres semanas después de su rendición

Los prisioneros de los Nez Percé llegaron al complejo del río Tongue el 23 de octubre de 1877, tres semanas después de su rendición.
El 5 de octubre se rindió el jefe Joseph con 87 hombres, 184 mujeres y 147 niños a unos 70  km de la frontera con Canadá.

## Epílogo
Otros trescientos Nez Percés llegaron a Canadá. Las personas de Nez-Perce fueron enviadas enseguida a la reserva india en Oklahoma, donde se debilitaron  rápidamente. En 1885 , después de una campaña de opinión pública en Nueva Inglaterra, al jefe Joseph y su tribu se les permitió habitar en una reserva en los territorios del Noroeste, donde todavía se los consideraba un peligro público.

## Nota
- Esta obra contiene una traducción  derivada de «Guerre des Nez-Percés» de Wikipedia en francés, publicada por sus editores bajo la Licencia de documentación libre de GNU y la Licencia Creative Commons Atribución-CompartirIgual 4.0 Internacional.